# Voutsarás
Voutsarás (Voutsaras) är en ort i Grekland.   Den ligger i prefekturen Nomós Ioannínon och regionen Epirus, i den nordvästra delen av landet, 300 km nordväst om huvudstaden Aten. Voutsarás ligger 266 meter över havet och antalet invånare är 105.
Terrängen runt Voutsarás är huvudsakligen kuperad, men den allra närmaste omgivningen är platt. Runt Voutsarás är det glesbefolkat, med 11 invånare per kvadratkilometer. Närmaste större samhälle är Eleoúsa, 17,9 km öster om Voutsarás. I omgivningarna runt Voutsarás växer i huvudsak blandskog.